# Маргалот, Мечи
Мария Мерседес (Мечи) Маргалот (исп. María Mercedes (Mechi) Margalot, 28 июня 1975, Буэнос-Айрес, Аргентина) — аргентинская хоккеистка (хоккей на траве), защитник. Серебряный призёр летних Олимпийских игр 2000 года, двукратный бронзовый призёр летних Олимпийских игр 2004 и 2008 годов, чемпионка мира 2002 года, бронзовый призёр чемпионата мира 2006 года, чемпионка Америки 2001 года, трёхкратная чемпионка Панамериканских игр 1999, 2003 и 2007 годов.

## Биография
Мечи Маргалот родилась 28 июня 1975 года в Буэнос-Айресе.
Играла за аргентинский «Сент-Катеринес», нидерландские «Оранье Зварт» из Эйндховена и «Пуш» из Бреды.
В 1997—2008 годах выступала за сборную Аргентины, провела 247 матчей.
В 2000 году вошла в состав женской сборной Аргентины по хоккею на траве на летних Олимпийских играх в Сиднее и завоевала серебряную медаль. Играла на позиции защитника, провела 8 матчей, мячей не забивала.
В 2004 году вошла в состав женской сборной Аргентины по хоккею на траве на летних Олимпийских играх в Афинах и завоевала бронзовую медаль. Играла на позиции защитника, провела 6 матчей, мячей не забивала.
В 2008 году вошла в состав женской сборной Аргентины по хоккею на траве на летних Олимпийских играх в Пекине и завоевала бронзовую медаль. Играла на позиции защитника, провела 7 матчей, мячей не забивала.
В 2002 году завоевала золотую медаль на чемпионате мира в Перте, в 2006 году — бронзу на чемпионате мира в Мадриде.
В 2001 году выиграла чемпионат Америки.
Трижды завоёвывала золотые медали хоккейных турниров Панамериканских игр — в 1999 году в Виннипеге, в 2003 году в Санто-Доминго, в 2007 году в Рио-де-Жанейро.
Завоевала четыре медали Трофея чемпионов: золото в 2001 и 2008 годах, серебро в 2002 году, бронзу в 2004 году.
По окончании игровой карьеры стала журналисткой. Работала на Radio Uno, где вела передачу Zona Liberada. В 2012 году во время летних Олимпийских игр в Лондоне была комментатором на телеканале ESPN HD в Аргентине, освящая матчи женской сборной страны по хоккею на траве. В дальнейшем также работала на радио и телевидении ESPN.